# Harmonie (film)
Pour les articles homonymes, voir Harmonie (homonymie).
Pour plus de détails, voir Fiche technique et Distribution.
Harmonie (titre original : Close Harmony) est un film américain pré-Code en noir et blanc réalisé par John Cromwell et A. Edward Sutherland, sorti en 1929.
D'après le magazine Photoplay, c'est un « Vaudeville backstage hit ». 
Sutherland en a réalisé une suite en 1933, intitulée Too Much Harmony.

## Synopsis
Dans un night club de New York, Marjorie, une jeune femme talentueuse participant à un spectacle sur scène, rencontre Al West qui a monté un groupe de jazz inhabituel. Elle s'intéresse à lui et à son travail, et parvient à user de son influence pour l'inscrire au programme d'un des spectacles de sa compagnie de théâtre. Le manager, Max Mindel, qui n'aime pas Marjorie, a découvert son affection pour Al ; il prévient le groupe et engage les chanteurs Barney et Bey en remplacement. Marjorie rompt bientôt le duo, se débarrassant de la concurrence. Barney et Bey se réconcilient et Max donne une chance de plus à Al et à son groupe. Al fait sensation et Max lui propose un contrat de mille dollars par semaine.

## Fiche technique
- Titre français : Harmonie
- Titre original : Close Harmony
- Réalisation : John Cromwell et A. Edward Sutherland
- Scénario : Percy Heath et John V.A. Weaver, d'après une histoire d'Elsie Janis et Gene Markey
- Photographie : J. Roy Hunt
- Montage : Tay Malarkey
- Musique : John Leipold, Richard A. Whiting, Leo Robin
- Producteur :
- Société de production et de distribution : Paramount Pictures
- Pays de production :  États-Unis
- Langue originale : anglais américain
- Format : noir et blanc — 35 mm — 1,20:1 — son : mono (Movietone)
- Genre : comédie dramatique
- Durée : 70 minutes
- Dates de sortie : 
  - États-Unis : 13 avril 1929
  - France : 3 janvier 1930

## Distribution
- Charles "Buddy" Rogers : Al West
- Nancy Carroll : Marjorie Merwin
- Harry Green : Max Mindel
- Jack Oakie : Ben Barney

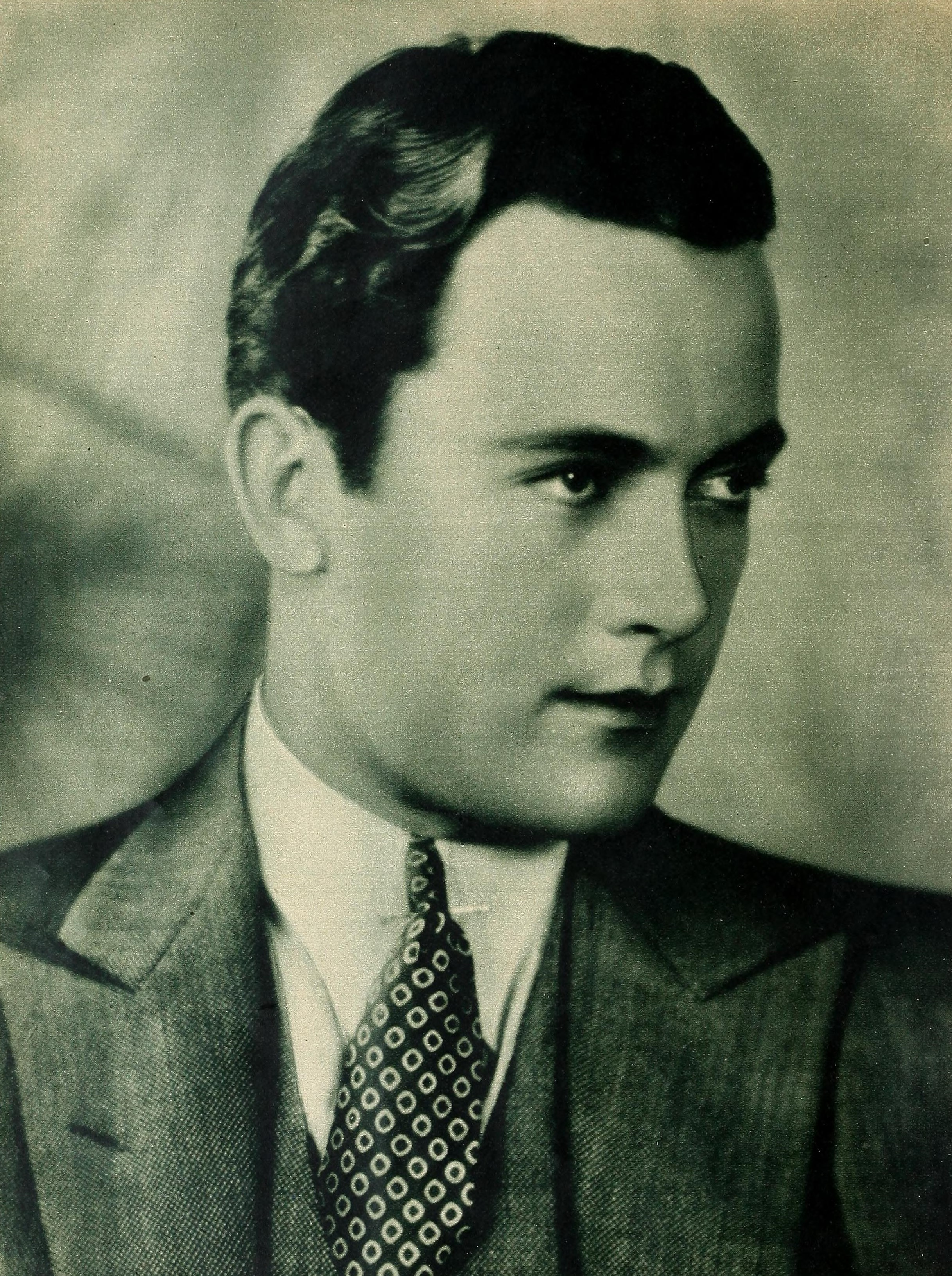
Charles Buddy Rogers en 1928.

- Richard "Skeets" Gallagher : Johnny Bay
- Matty Roubert : Bert
- Ricca Allen : Mme Prosser
- Wade Boteler : l'oficer Kelly
- Oscar Smith : George Washington Brown
- Greta Granstedt : Eva Larue
- Gusztáv Pártos : Gustav
- Jesse Stafford : lui-même (chef d'orchestre)